# Хосровик Таргманич
Хосровик Таргманич (арм. Խոսրովիկ Թարգմանիչ, Хосровик Переводчик; в некоторых источниках упоминается как Խոսրովիկ Հռետոր, Хосровик Ритор) (годы рож. и см. неизв.) — армянский автор первой половины VIII века, один из крупнейших богословов и догматистов Армянской апостольской церкви. Под руководством католикоса Иоанна Одзнеци участвовал в Маназкертском соборе 726 года. От Хосровика Таргманича сохранились 7 наименований религиозных сочинений (главным образом посланий). В них Хосровик осуждает халкидонизм и 2 направления в сирийском миафизитстве (севирский и юлианский). 5 из его посланий были написаны по поводу Маназкертского собора и относятся к 726—727 годам.